# 麦里
麦里（?—?），元朝大臣，蒙古彻兀台部人。
祖父失鲁孩那颜，从成吉思汗同饮班朱尼水。为蒙古开国功臣，授千户，统彻兀台从征诸国。在河西去世。父亲麦吉，从成吉思汗平金朝。麦里袭千户。曾随从贵由平定钦察、阿速、斡罗思等国。又从蒙哥征南宋蜀地，有功。中统初年，诸王禾忽附阿里不哥，麦里以为忽必烈初即位，禾忽为乱首，不可不诛。与弟桑忽答儿一起讨平禾忽叛乱。一月八战，夺回所掠札剌亦儿、塔塔儿诸部部民。桑忽答儿为禾忽所杀。忽必烈听说後，遣使以银钞羊马迎接麦里，赐号答剌罕。不久去世。子秃忽鲁。

## 延伸阅读
[在维基数据编辑]
 《元史/卷132》，出自宋濂《元史》
 《新元史/卷132》，出自柯劭忞《新元史》